# Vrije polder zuidelijk deel
De Vrije polder zuidelijk deel is een polder ten zuidoosten van Waterlandkerkje, behorende tot de Eiland- en Brandkreekpolders.
Het betreft een deel van de in 1535 door Matthias Lauweryn ingedijkte Vrije polder, die door de militaire inundaties van 1583 werd overstroomd, waarbij de "nieuwe" Passageule ontstond welke dwars door de polder kwam te lopen. Herdijking van het zuidelijk deel vond plaats in 1711, waarbij een polder van 70 ha ontstond.
De polder wordt begrensd door de Plattedijk, de Platteweg, de Krommeslag, de Molenweg en de Stroopuit. Stroopuit is ook een buurtschap die zich aan de rand van de polder bevindt.